# Ангарский (Красноярский край)
Анга́рский — посёлок в Богучанском районе Красноярского края России. Административный центр и единственный населённый пункт Ангарского сельсовета.

## История
Посёлок Ангарский был основан в 1948 году.

## География
Посёлок находится в северо-восточной части края, на правом берегу реки Ангара, вблизи места впадения в неё реки Воробьёвка, на расстоянии приблизительно 12 километров (по прямой) к западу-северо-западу (WNW) от села Богучаны, административного центра района. Абсолютная высота — 131 метр над уровнем моря.

## Население
| 2010 | 2012  | 2013  | 2014  | 2015  | 2016  | 2017  |
| ---- | ----- | ----- | ----- | ----- | ----- | ----- |
| 2093 | ↘2064 | ↘2049 | ↘2008 | ↘1973 | ↘1950 | ↗1996 |

Гендерный состав
По данным Всероссийской переписи населения 2010 года в гендерной структуре населения мужчины составляли 47,8 %, женщины — соответственно 52,2 %.
Национальный состав
Согласно результатам переписи 2002 года, в национальной структуре населения русские составляли 90 % из 2174 чел.

## Инфраструктура
В посёлке функционируют средняя общеобразовательная школа, детский сад, участковая больница (филиал Богучанской районной больницы), библиотека, сельский дом культуры, детская школа искусств и отделение Почты России.

## Улицы
Уличная сеть посёлка состоит из 34 улиц и 1 переулка.